# Ibeyi
Ibeyi é um duo franco-cubano constituído pelas gêmeas Lisa-Kaindé e Naomi Díaz. Cantam em inglês e iorubá, língua africana que chegou a Cuba com os negros escravizados, em Cuba chamada de lucumi.
O pai das gêmeas foi o percussionista cubano Miguel Anga Díaz, membro do Buena Vista Social Club que tocou com personalidades como Ibrahim Ferrer, Rubén González e Compay Segundo. Após a sua morte, suas filhas, então com onze anos, começaram a estudar a música iorubá e o cajón. Em 2013, assinaram um contrato com a XL Recordings, lançando um EP em 2014 e o primeiro álbum, Ibeyi em 2015, seguido de Ash em 2017.
Sua música varia entre gêneros modernos, às vezes com claras influências da música iorubá. O nome do duo vem do iorubá Ibeji, que, além de ter o significado de "gêmeas", é o nome de um orixá pareado.

## Discografia
- Oya EP (2014)
- Ibeyi (2015)
- Ash (2017)
- Spell 31 (2022)